# Glockenturm Großkadolz

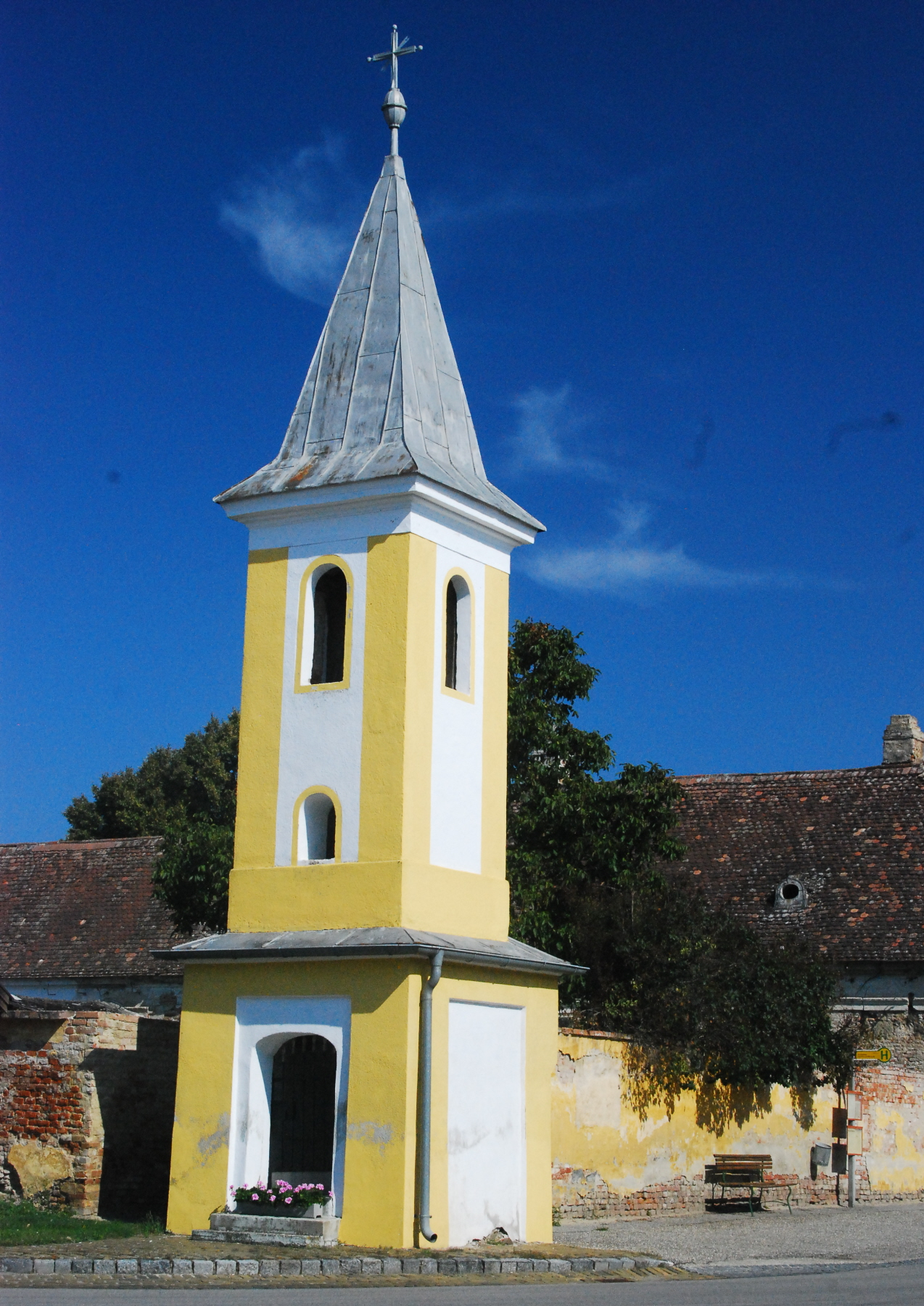
Der Glockenturm von Großkadolz

Der Glockenturm mit der Kapelle der heiligen Philumena steht auf dem Hauptplatz von Großkadolz in Niederösterreich. Er steht unter Denkmalschutz.

## Geschichte
1839 ließ Gräfin Franciska Hardegg eine in den Weinbergen stehende Kapelle renovieren und ein Bild der heiligen Philumena malen. Wegen mehrfacher versuchter Einbrüche in die Kapelle wurden das Gitter der Kapelle, das Heiligenbild und die übrige Einrichtung der Kapelle abgeholt und in der 1849 auf dem Hauptplatz von Großkadolz erbauten und am 12. Juni 1850 geweihten Kapelle mit aufgesetztem Glockenturm neu aufgestellt. Ursprünglich war die Kapelle in die Hofmauer des Herrenhauses integriert. Nach Verhandlungen der Gemeinde mit der Gutsverwaltung Hardegg wurde zu Beginn der 1940er Jahre der heutige Zustand hergestellt.
1942 musste die Glocke abgeliefert werden. 1948 wurde eine neue, 81 Kilogramm schwere Glocke bei der Glockengießerei Pfundner in Wien angeschafft. Die Glockenweihe erfolgte am 19. Dezember 1948. Ein erstes elektrisches Läutwerk wurde 1958 von der Firma Pfundner installiert. 1987 wurden Kapelle und Glockenturm renoviert. Vermutlich im Zuge dieser Arbeiten wurde auch ein neues Läutwerk eingebaut.

## Beschreibung
Der gemauerte und weißgelb verputzte Glockenturm mit einer der heiligen Philumena geweihten Kapelle im Erdgeschoß befindet sich an der südwestlichen Ecke des Hauptplatzes von Großkadolz. Er besitzt einen quadratischen Grundriss, vier Schallfenster und ein blechgedecktes Spitzdach. Die Decke der Kapelle wurde als Platzlgewölbe ausgeführt.